# La insuportable lleugeresa de l'ésser
La insuportable lleugeresa de l'ésser (en txec, Nesnesitelná lehkost bytí) és una novel·la, classificada de vegades com a filosòfica (opinió que no comparteix el seu autor, que situa la seva obra —i específicament aquesta novel·la— més enllà de la filosofia i la psicologia, en tractar de trobar l'essència existencial dels personatges), de l'escriptor txec Milan Kundera, publicada el 1984.
Ambientada a la Praga de 1968, la Insuportable lleugeresa de l'ésser tracta d'un home i els seus dubtes existencials entorn de la vida en parella, convertides en conflictes sexuals i afectius. La novel·la relata escenes de la vida quotidiana traçades amb un profund sentit transcendental: la inutilitat de l'existència i la necessitat de l'etern retorn de Nietzsche pel qual tot allò viscut ha de repetir-se eternament, solament que en tornar ho fa d'una manera diferent, ja no fugaç com va ocórrer en el principi.
La conjunció de tots dos factors, essencialment antagònics, valdrien als personatges per donar un sentit propi i singular a la vida; les seves accions s'estructuren a partir de diversos factors: històrico-polític, filosòfic, psicològic i artístic, en el marc d'una experiència franquejada per l'experiment socialista, i la Guerra Freda.
El 1985, l'any següent de la seva publicació, la novel·la seria guardonada amb el Premi Jerusalem. Tres anys més tard La insuportable lleugeresa de l'ésser seria portada al cinema de la mà del director Philip Kaufman, obtenint un acceptable èxit.
El 2006, el llibre s'edita per primera vegada al país de l'autor, República Txeca, aconseguint ser rècord en vendes.

## Personatges
- Tomas (en txec, Tomáš): Personatge principal que, malgrat estimar la seva esposa, no pot resistir la temptació de ficar-se al llit amb altres dones. Demostra la incertesa de l'home en afrontar una relació de parella i la maduresa que, en ella, hi ha d'impregnar. A més afronta el dilema que suposa viure en un país socialista en el qual passa de militant eufòric a perseguit pel sistema.
- Sabina: És l'eterna amant de Tomas, i qui sent la veritable lleugeresa (lleugeresa en les coses) després de relacionar-se amb homes compromesos, atorgant-li a la infidelitat poca o cap importància. Aquesta lleugeresa en la manera de viure és conseqüència d'una actitud existencial amoral i anodina.
- Teresa (en txec, Tereza): Esposa de Tomas. Pateix per les infidelitats de la seva parella, però es resigna a acceptar-les per temor a perdre'l. La justificació d'aquest vincle d'amor corromput, es troba en el fet que Tomas va ser qui li va donar una nova raó per viure després de passar la seva infància al costat de la seva mare, per qui Teresa sent vergonya i, fins i tot, odi.
- Franz: Amant passatger de Sabina. És la representació de qui s'allibera d'una vida d'obligacions, d'una esposa i una filla, que no li brinden cap benefici interior. Aconsegueix relacionar-se amb una alumna que li demostra admiració i obre una nova porta en la seva vida.
- Simon: Fill no reconegut de Tomas, que al final es torna una imatge tardana d'ell.
- Karenin: Mascota de Tomas i Tereza. És un punt d'unió i reflexió en la relació a la parella.

## Argument

### La lleugeresa i la pesantor
L'obra comença mostrant l'opinió del mateix autor pel que fa a l'aspecte polític, filosòfic i històric que porten en si mateixos els conceptes de lleugeresa i pesantor. És a través d'aquesta reflexió que acaba imaginant-se Tomas, un cirurgià txecoslovac que viu a Praga a mitjans de la dècada dels 60, home divorciat i amb moltes amants que coneix Tereza, la qual ve a posar en dubte la seva vida d'etern solter. Tomas acaba cedint davant el possible "enamorament" que va patint per Tereza, casant-se però sense que això impliqui acabar amb els seus amants, sent la més propera Sabina, una artista liberal. Després de la Primavera de Praga, quan les forces soviètiques prenen la capital txecoslovaca, Tomas decideix marxar amb Tereza a Zúric, al costat del seu gos Karenín. Posteriorment, Tereza, que havia estat partidària d'anar-se'n de Txecoslovàquia, decideix tornar sola a Praga, abandonant Tomas.

### L'ànima i el cos
En aquesta segona part, l'autor fa referència a la distància entre l'ànima i el cos de Teresa, qui es mira constantment al mirall esperant no trobar a la seva mare en ella mateixa; Teresa sent que la seva ànima no pertany al seu cos i intenta fer-se indiferent davant d'aquest cos, no es reconeix, com més veu la semblança amb la seva mare més s'allunya de la seva ànima. Diu que la nostra vida quotidiana està bombardejada d'atzars, més exactament de trobades fortuïtes entre la gent i els fets, allò que en diem coincidències: en Tomas apareix a la cerveseria en el moment en què la ràdio toca Beethoven.

### Les paraules incompreses
Després d'una anàlisi de la relació existent entre Sabina, amant de Tomás i Franz, Kundera presenta en format de glossari la complexitat de les diferències entre Sabina i Franz, profundament arrelades en el significat que donen a les coses: les marxes, els passejos al cementiri, la dona. En una revisió del trajecte de vida de tots dos personatges, que van determinar la seva visió de les coses, trobem una gran justificació en la seva separació, fins a fer-la necessària per a Sabina, que prefereix allunyar-se de Franz davant la possibilitat de lliurar per complet la seva vida a tot allò en el que no creu.

### L'ànima i el cos
Tereza es qüestiona la seva relació amb Tomas, posant l'accent principalment en el fet que les infidelitats del seu marit no cessaven. És així com comença a treballar en un bar servint copes darrere de la barra, i coneix un enginyer que la comença a seduir. Tereza intenta provar què se sent en ser-li infidel a Tomas, visitant l'enginyer i fent l'amor amb ell. Posteriorment, Teresa comença a sospitar que aquesta situació, l'enginyer i la manera en què el va conèixer, correspon a un complot per part del servei social del seu propi país (el sistema d'intel·ligència comunista instaurat per perseguir als opositors).

### La lleugeresa i la pesantor
Tomas escriu una crítica per a una revista d'intel·lectuals en la qual descriu la posició dels comunistes al seu país amb l'analogia de la tragèdia grega d'Èdip Rei, la qual cosa provoca la seva persecució i l'obliga a deixar el seu ofici de cirurgià de l'hospital de Praga. Posteriorment, ja exercint com a metge de capçalera, és obligat a delatar la gent a càrrec de l'editorial en què es va publicar el seu article. Tomas s'hi nega i acaba deixant l'ofici de metge, convertint-se en netejador de finestres. Comença llavors un pelegrinatge per Praga, netejant cristalls i ficant-se al llit amb una àmplia gamma de dones, intentant trobar en elles la diferència que radica entre cadascuna d'elles. L'amor a la Tereza no li sembla incompatible amb la seva vida promíscua.

### La Gran Marxa
Després de 10 anys, Sabina es trasllada als Estats Units. Viu amb una parella de vells que d'alguna manera representa el desig inassolible i irreal de tenir una família, ja que ells són com els seus fills. Poc dura aquest temps bell, ja que l'ancià mor i la seva esposa se'n va al Canadà a viure amb el seu fill. Sabina desitja romandre en l'estat de lleugeresa, sense pesos ni lligams, així que escriu un testament especificant que després de la seva mort incinerin el seu cos i escampin les seves cendres.
D'altra banda, Franz viu amb una estudiant d'enormes ulleres però sempre sota els ulls imaginaris de l'aprovació de Sabina. Un amic el convida a participar en la Gran Marxa a Cambodja, en protesta del bloqueig a la comunitat mèdica internacional a atendre els ferits per la guerra i l'ocupació comunista. La dona amb què viu no vol que hi assisteixi, però el desig de Franz per obtenir l'aprovació de la Sabina el porta a participar en l'esdeveniment. Aquesta marxa, que es realitza a la frontera de Tailàndia amb el Vietnam, compta amb la presència de 400 metges, fotògrafs, intel·lectuals i artistes. Tots marxaven en fila índia, per evadir les mines, i en arribar a la frontera, es van enfrontar amb l'absolut silenci, crits de protesta ofegats: els metges no van poder creuar per fer la seva labor. En aquesta marxa, Franz va comprendre que el seu culte a Sabina havia d'acabar, ja que la persona que estimava era l'estudiant de les grans ulleres. De nit, un jove se li va apropar dient-li coses en un idioma que no entenia, però quan aquest va tractar d'ajudar-lo, un parell de joves van intentar assaltar-lo i Franz va rebre un cop fort al cap que el va desplomar. Quan va recuperar el coneixement, es trobana en un hospital a Ginebra i Marie Claude (la seva dona) es trobava asseguda al seu costat. Franz no desitjava veure-la, ja que qui volia al seu costat era la seva amant, però no podia parlar ni moure's, per la qual cosa va tancar els ulls i va morir.
També Simón, el fill de Tomas, buscava l'aprovació o la mirada imaginària del seu pare. Quan Tomas netejava vidres, diverses vegades va intentar apropar-se a ell, però la seva timidesa li ho impedia, la mateixa que el va fer quequejar el dia que li van demanar que signés la carta d'amnistia per als presos. Simón es va anar a viure al camp, va conèixer una noia, s'hi va casar i es va dedicar a la religió. Quan va saber que el seu pare vivia també al camp, va pensar que per fi tenien vides simètriques i que el seu pare estaria orgullós d'ell. Poc temps després, Tomas el va convidar a passar un temps amb ell, que va gaudir molt, però quatre mesos després d'aquesta trobada, Tomas i Tereza moririen en un accident.

### El somriure de Karenin
Un cop establerts al camp, Tomas i Tereza troben finalment una pau que només es veurà interrompuda per les cartes que envia Simon i pel càncer que pateix la seva mascota Karenin. És Karenin el que reflecteix finalment la veritable naturalesa dels sentiments de Tereza: la seva mort tanca un cicle que acaba allunyant a la parella de les tempestes del passat, del dubte i la falta de compromís que alguna vegada van tenir a Praga.